# Diecezja Timișoary
Diecezja Timișoary (łac.: Dioecesis Timisoarensis, rum.: Dieceza de Timișoara) – katolicka diecezja rumuńska położona w północno-zachodniej części kraju, obejmująca swoim zasięgiem część Siedmiogrodu. Siedziba biskupa znajduje się w katedrze św. Jerzego w Timișoarze.

## Historia
Terytorium obecnej diecezji wchodziło w skład diecezji szegedsko-csanádzkiej, powstałej w 1030 r. Po przegranej przez Austro-Węgry I wojny światowej, Węgry zmuszone były podpisać traktat pokojowy w Trianon (4 czerwca 1920 r.), na mocy którego utraciły wiele ziem na rzecz sąsiednich państw.
Terytorium diecezji szegedsko-csanádzkiej znalazło się w granicach trzech państw: Węgier, Królestwie Serbów, Chorwatów i Słoweńców i  Rumunii. W 1923 r. z rumuńskiej części diecezji utworzono administraturę apostolską ze stolicą w Timișoarze. Miało to być rozwiązanie tymczasowe do czasu podpisania konkordatu między Stolicą Apostolską, a rządem rumuńskim, co miało miejsce w 1930 r. Na jego mocy dotychczasową administraturę przekształcono w pełnoprawną diecezję - 5 czerwca.
Diecezja timișoarską zamieszkuje 168 tys. katolików, którzy stanowią 11% populacji zamieszkującej jej obszar. W ramach wiernych znajdują się osoby pochodzące z :Rumunii, Węgier, Niemiec, Słowacji, Czech i Bułgarii.

## Biskupi
- ordynariusz - bp József-Csaba Pál
- Biskup senior - bp Martin Roos

## Główne świątynie
- Katedra św. Jerzego w Timișoarze
- Bazylika mniejsza Najświętszej Maryi Panny w Aradzie